# Petr Novotný (1974)
Petr Novotný (* 27. října 1974) je bývalý český fotbalista.

## Fotbalová kariéra
Do Zlína přišel na podzim 1993 ze Slavie Praha, kde hrál ČFL za „B“ mužstvo. Nastoupil v jediném prvoligovém utkání v neděli 8. května 1994 (Sparta – Zlín 3:2), v 75. minutě střídal Stanislava Dostála. Dále hrál nižší soutěže za FK Dolní Bojanovice, FK Libodřice, FC Velim či TJ Pašinka.

## Ligová bilance
| Ročník                          | Zápasy | Góly | Minuty | Klub         |
| ------------------------------- | ------ | ---- | ------ | ------------ |
| 1. česká fotbalová liga 1993/94 | 1      | 0    | 16     | FC Svit Zlín |
| CELKEM                          | 1      | 0    | 16     |              |